# Charles Petersen (atlet)
 For alternative betydninger, se Charles Petersen. (Se også artikler, som begynder med Charles Petersen)
Charles "Chas" Alfred Petersen (født Persson 14. januar 1894 i Ballerup - 21. juni 1968) var en dansk tilskærer og atlet medlem af Københavns IF. Han vandt det danske mesterskab på 10 000 meter 1916 på tiden 33:06.0 og satte samme år dansk rekord på 5 miles med 26,06,3.
Charles Petersen var søn af Per Persson og Karen Anderson, som var indvandret fra Sverige. Han giftede sig med Sofie Christensen Tastrup.